# Hirske
Hirske (în ucraineană Гірське) este oraș regional în regiunea Luhansk, Ucraina. 

## Demografie
Componența lingvistică a orașului Hirske
     Ucraineană (53,2%)
     Rusă (41,63%)
     Alte limbi (0,64%)
Conform recensământului din 2001, majoritatea populației orașului Hirske era vorbitoare de ucraineană (53,2%), existând în minoritate și vorbitori de rusă (41,63%).